# Chaiba
Chaiba (în arabă الشعيبة) este o comună din provincia Tipaza, Algeria.
Populația comunei este de 20.427 de locuitori (2008).